# Glebocarcinus oregonensis
Glebocarcinus oregonensis is een krabbensoort uit de familie van de Cancridae. De wetenschappelijke naam van de soort is voor het eerst geldig gepubliceerd in 1852 door Dana.